# Роберто Баладо
Роберто Баладо Мендес (ісп. Roberto Balado Méndez; 15 лютого 1969 року, Ховельянос, Куба — 2 липня 1994 року) — кубинський боксер, олімпійський чемпіон 1992 року і триразовий чемпіон світу серед любителів (1989, 1991 и 1993) у надважкій вазі.

## Любительська кар'єра
1987 року став чемпіоном світу серед молоді.
 Чемпіонат світу 1989 
- 1/4 фіналу. Переміг Свілена Русінова (Болгарія) — 23-6
- 1/2 фіналу. Переміг Майка Гейдека (НДР) — 20-2
- Фінал. Переміг Олександра Мірошниченко (СРСР) — 18-9

 Чемпіонат світу 1991 
- 1/4 фіналу. Переміг Андреаса Шнідерса (ФРН) — 16-4
- 1/2 фіналу. Переміг Євгена Білоусова (СРСР) — 20-12
- Фінал. Переміг Свілена Русінова (Болгарія) — 21-7

### Олімпійські ігри 1992
- 1/8 фіналу. Переміг Тома Глезбі (Канада) — 16-3
- 1/4 фіналу. Переміг Ларрі Дональда (США) — 10-4
- 1/2 фіналу. Переміг Браяна Нільсена (Данія) — 15-1
- Фінал. Переміг Річарда Ігбайнегу (Нігерія) — 13-2

 Чемпіонат світу 1993 
- 1/8 фіналу. Переміг Єррі Ніймана (Нідерланди) — 13-1
- 1/4 фіналу. Переміг Олега Маскаєва (Узбекистан) — KO 3
- 1/2 фіналу. Переміг Джоеля Скотта (США) — 8-0
- Фінал. Переміг Свілена Русінова (Болгарія) — 8-1

## Смерть
2 липня 1994 року загинув у автокатастрофі, зіткнувшись з поїздом на залізничному переїзді в Гавані.